# Visionnaires
Pour plus de détails, voir Fiche technique et Distribution.
Visionnaires (Visionarios) est un film espagnol réalisé par Manuel Gutiérrez Aragón, sorti en 2001.

## Synopsis
Dans les années 1930, un village basque est confronté à des apparitions de la Vierge Marie.

## Fiche technique
- Titre : Visionnaires
- Titre original : Visionarios
- Réalisation : Manuel Gutiérrez Aragón
- Scénario : Manuel Gutiérrez Aragón
- Musique : Bingen Mendizábal
- Photographie : Hans Burmann
- Montage : José Salcedo
- Production : Andrés Santana et Imanol Uribe
- Société de production : Aiete-Ariane Films, Canal+ España, Sogecine et Televisión Española
- Pays :  Espagne
- Genre : Drame
- Durée : 108 minutes
- Dates de sortie : 
  -  Espagne : 11 octobre 2001
  -  France : 13 février 2002

## Distribution
- Eduardo Noriega : Joshe
- Íngrid Rubio : Usua
- Emma Suárez : Carmen Molina
- Karra Elejalde : Laburu
- Fernando Fernán Gómez : le gouverneur
- Luis Tosar : le délégué du gouverneur
- Aitor Mazo : Elexpuru
- Josu Ormaetxe : Alcalde
- Jimmy Barnatán : Patxi
- Leire Ucha : Edurne
- Ione Irazábal : Ignacia
- Sarah Mas : Begoña
- Luna McGill : Ana
- Ander Amunarriz : Esteban

## Distinctions
Le film a été présenté en sélection officielle en compétition au Festival international du film de Saint-Sébastien. Eduardo Noriega a été nommé comme meilleur acteur aux Fotogramas de Plata pour ce film ainsi que pour son rôle dans L'Échine du Diable.